# Rudolf Schulte im Hofe
Rudolf Schulte im Hofe (* 9. Januar 1865 in Ückendorf (heute Gelsenkirchen); † 18. Februar 1928 in Berlin) war ein deutscher Maler und Grafiker der Münchner Schule.

## Leben
Der auf dem Hofgut 'Schulte im Hofe' geborene Künstler war Schüler bei Ludwig Schmid-Reutte, Gabriel von Hackl und Ludwig von Löfftz. Er war vor allem gefragt für seine Porträts von Persönlichkeiten seiner Zeit wie Gustav von Schmoller, Adolph von Menzel und Tonio Bödiker oder Damen der Gesellschaft wie Gräfin von Dohna oder Gertrud Troplowitz; außerdem erlangte er Bekanntheit durch seine Kinderbilder. Sein Porträt des früheren Charlottenburger Bürgermeisters Kurt Schustehrus hängt im Berliner Rathaus; weitere Werke befinden sich in der Nationalgalerie Berlin, im Landesmuseum Sonnenburg und in der Hamburger Kunsthalle.

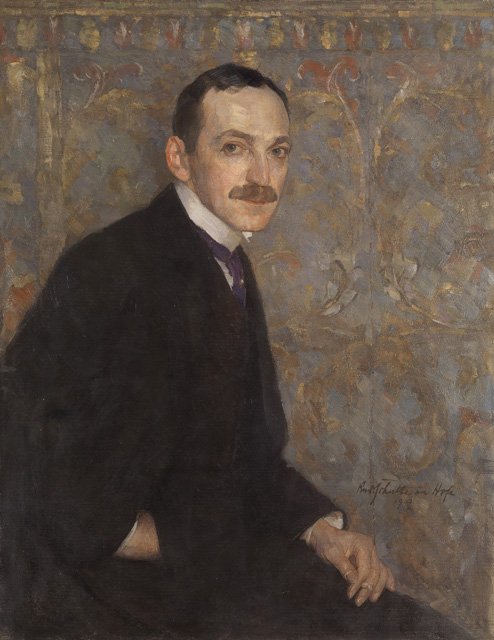
Bildnis Max J. Friedländer

1907 erhielt Schulte im Hofe auf der Großen Berliner Kunstausstellung eine kleine Goldmedaille. 1908 stellte er in der Kunsthalle Bremen aus („Sonderausstellung der Vereinigung nordwestdeutscher Künstler“). Anlässlich seines Todes im Jahr 1928 erfolgte im Westfälischen Provinzialmuseum in Münster eine Gedächtnisausstellung. Im Städtischen Kunstmuseum Villa Obernier in Bonn entstand nach einer Schenkung seiner Witwe auf Betreiben von Arthur Spiethoff um 1938 ein „Schulte-im-Hofe-Zimmer“ mit mehreren Porträts aus der Zeit zwischen 1905 und 1912, unter anderem des Reichskanzlers Theobald von Bethmann Hollweg und einem der selteneren Landschaftsbilder.
Schulte im Hofe amtierte zeitweise als Vorsitzender des Vereins Berliner Künstler und war Professor sowie Mitglied der Akademie der Künste in Berlin. Er gilt als Erfinder des lithografischen Verfahrens der Steinradierung. Von 1893 bis zu seinem Tod war er mit Karoline geb. Keil (1861–1943) verheiratet. Sein Grab befindet sich auf dem katholischen Altstadtfriedhof von Gelsenkirchen; der Marktplatz im heutigen Gelsenkirchener Stadtteil Ückendorf wurde nach ihm benannt.

## Werke
Der Nachlass Rudolf Schulte im Hofes befindet sich im Stadtarchiv Gelsenkirchen und im Kunstmuseum Gelsenkirchen. Bilder und Zeichnungen können dort recherchiert werden.

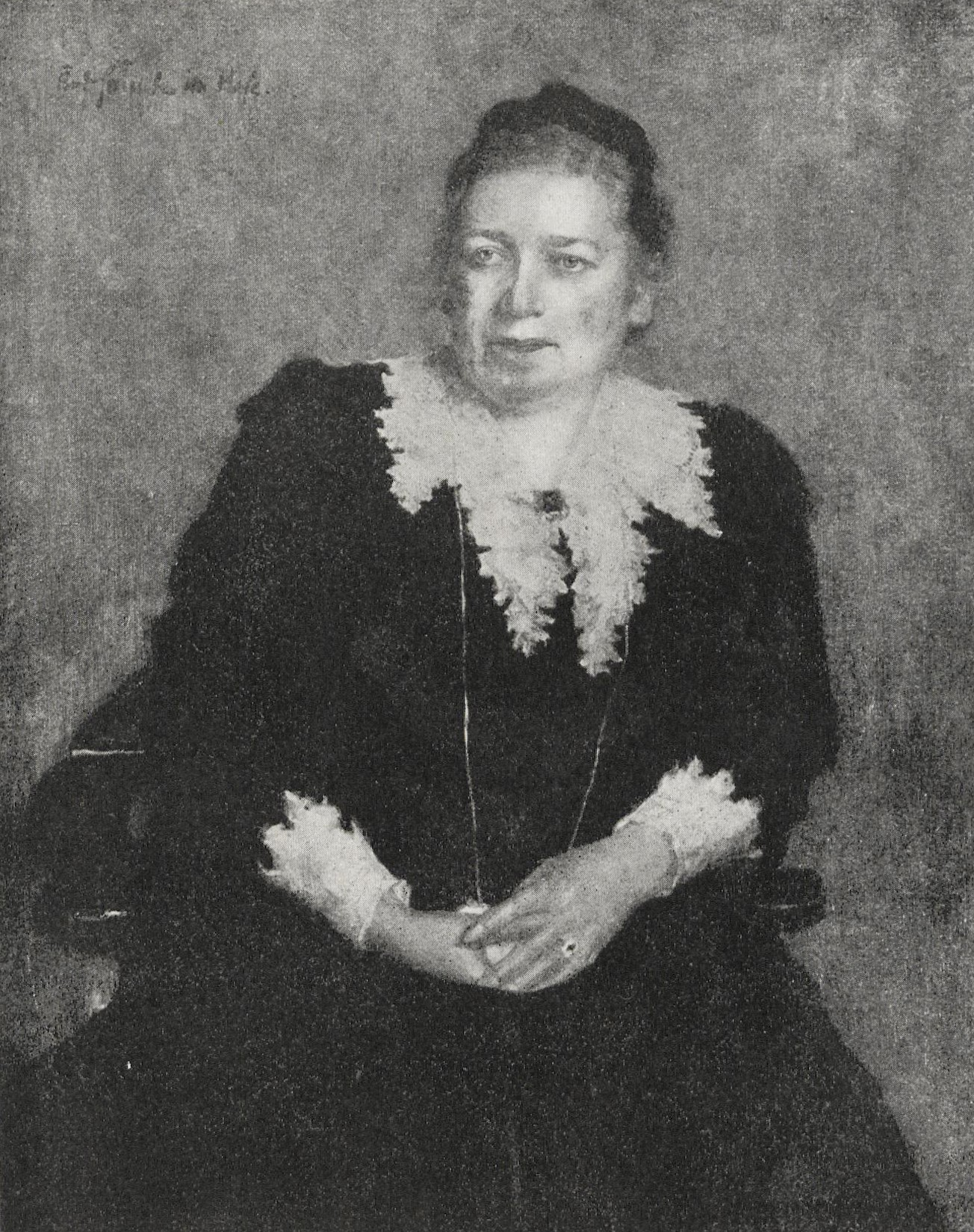
Porträt Elise Koenigs
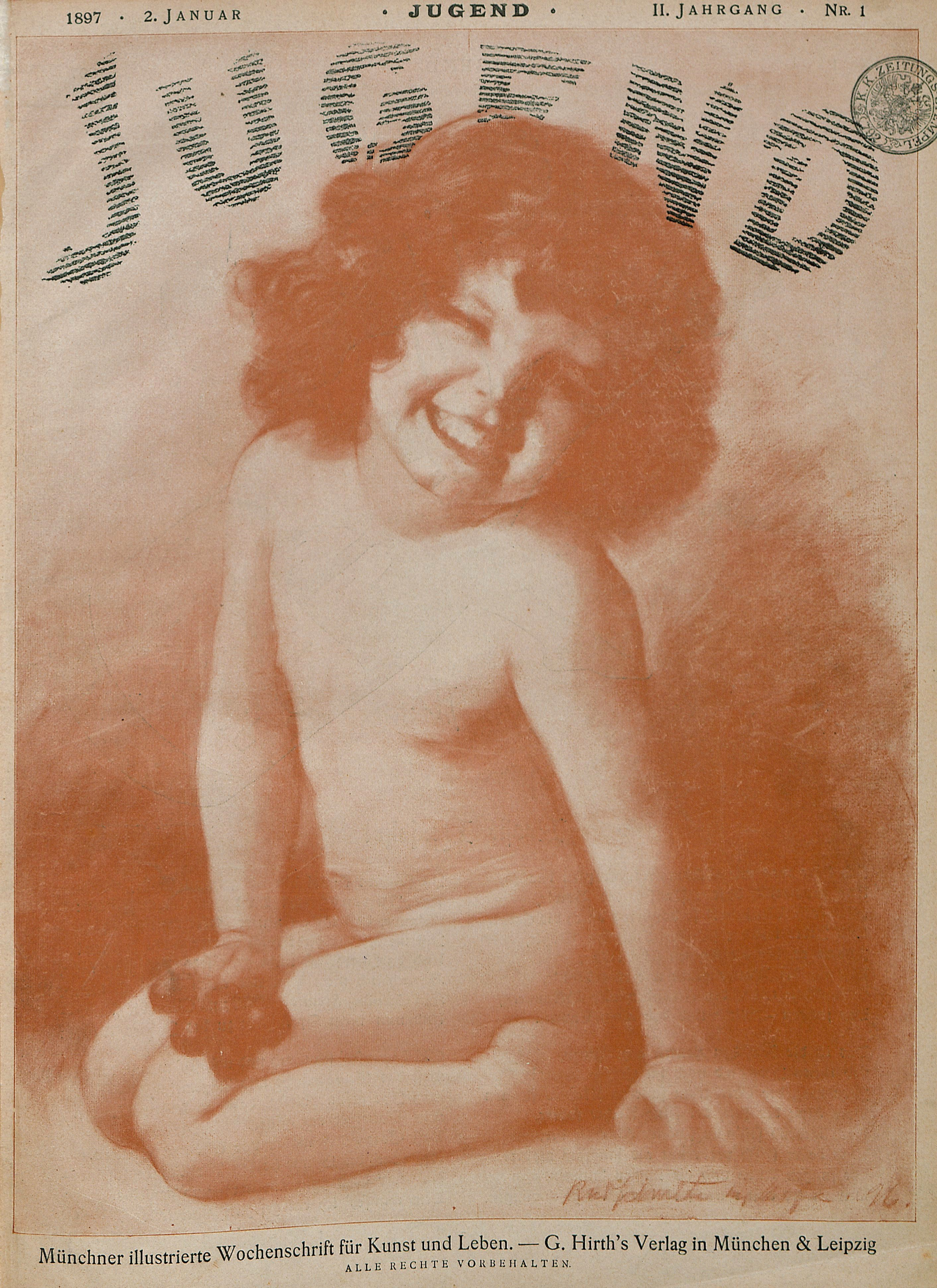
Umschlag der Kunst- und Literaturzeitschrift "Jugend", Ausgabe Nr. 1 1897.